# 보성 대원사 지장보살도 및 시왕도 일괄
보성 대원사 지장보살도 및 시왕도 일괄(寶城 大原寺 地藏菩薩圖 및 十王圖一括)은 대한민국 전라남도 보성군 대원사 사찰에 있는 조선시대의 탱화이다. 2013년 4월 29일 대한민국의 보물 제1800호로 지정되었다.

## 개요
1766년 명부전 봉안용으로 조성된 불화로 18세기 호남 지역에서 활동하던 대표적 화승인 색민(色敏)을 수화원(首畵圓)으로 하여 제작되었다.
현재 국내에 남아 있는 조선 후기 명부전 불화 가운데 지장보살도와 시왕도, 사자도가 함께 남아있는 예가 거의 없는데, 대원사 명부전 불화는 조성 당시의 모습 그대로 남아 있는 가장 이른 시기의 유례라 할 수 있다. 특히 대원사에서 덕림사로, 덕림사에서 다시 대원사로 소장처를 옮기면서도 전체 구성이 온전히 남아 있으며, 우수한 화승이 제작에 참여하여 화면 구성이나 채색 등에서 18세기 불화의 특성을 잘 반영하고 있다.
지장보살도는 조선 후기 명부전에 봉안되던 지장보살도의 형식을 잘 지키고 있으며, 시왕도는 커다란 전각과 성곽에 둘러싸인 정원을 배경으로 각 대왕들의 왕청을 배치한 독특한 구성을 보여준다. 또한 각 그림마다 제작시기와 봉안처 등을 기록한 화기(畵記)도 남아 있어 당시 불화의 제작상황을 살펴보는 데에 중요한 자료로 평가된다.

## 세부 내역
지정된 문화재 1건 9점의 세부 규격은 아래와 같다.
| 연번 | 명칭       | 명칭              | 크기 (Cm)   | 크기 (Cm)   | 크기 (Cm)                   |
| 연번 | 명칭       | 명칭              | 전체        | 그림        | 화기                        |
| 1    | 지장보살도 | 지장보살도        | 226.0×177.0 | 212.3×153.3 | 향좌 29.2×8.2 향우 29.1×8.2 |
| 2    | 십왕도     | 제일 진광대왕     | 194.5×176.9 | 150.8×88.8  | 16.5×7.4                    |
| 2    | 십왕도     | 제삼 송제대왕     | 194.5×176.9 | 150.8×88.8  | 16.5×7.7                    |
| 3    | 십왕도     | 제이 초강대왕     | 194.5×177.0 | 151.0×88.0  | 17.0×7.5                    |
| 3    | 십왕도     | 제사 오관대왕     | 194.5×177.0 | 152.0×89.0  | 17.0×7.2                    |
| 4    | 십왕도     | 제오 염라대왕     | 194.2×176.5 | 151.5×88.0  | 22.4×7.2                    |
| 4    | 십왕도     | 제칠 태산대왕     | 194.2×176.5 | 152.0×87.9  | 22.2×7.8                    |
| 5    | 십왕도     | 제육 변성대왕     | 194.5×177.0 | 151.7×87.9  | 26.8×7.5                    |
| 5    | 십왕도     | 제팔 평등대왕     | 194.5×177.0 | 151.7×87.0  | 27.0×7.6                    |
| 6    | 십왕도     | 제구 도시대왕     | 176.5×100.5 | 152.5×91.0  | 25.5×8.0                    |
| 7    | 십왕도     | 제십 오도전륜대왕 | 176.5×100.5 | 151.0×90.5  | 29.8×11.0                   |
| 8    | 사자도     | 감재사자도        | 176.5×91.5  | 152.5×80.2  | -                           |
| 9    | 사자도     | 직부사자도        | 176.5×91.5  | 151.5×81.5  | -                           |

## 같이 보기
- 대원사
- 불화
- 탱화

## 참고 자료
- 보성 대원사 지장보살도 및 시왕도 일괄 - 국가유산청 국가유산포털